# Helicopter Association International
Die Helicopter Association International (HAI) ist ein internationaler Verband mit Sitz in Alexandria, im US-Bundesstaat Virginia.

## Geschichte
Der Verband wurde 1948 von einer kleinen Gruppe Hubschrauberbetreibern gegründet. 2010 zählte der Verband 3.000 Unternehmen in 73 Ländern, die 5.000 Helikopter mit 2,3 Mio. Betriebsstunden pro Jahr betreiben.

## Veranstaltungen
Alljährlich wird von der Vereinigung die vier Tage dauernde HELI-EXPO veranstaltet. Die Messe gilt als die wichtigste in der Hubschrauberindustrie, 2013 präsentierten 736 Aussteller ihre Produkte und 20.393 Besucher aus aller Welt besuchten die Veranstaltung.

## Publikationen
Seit 1988 wird von der HAI das ROTOR Magazin herausgegeben, welches vierteljährlich erscheint. Daneben werden auch verschiedene Publikationen als E-Mail ausgesendet.